# Torremejía
Torremejía è un comune spagnolo di 2 085 abitanti situato nella comunità autonoma dell'Estremadura, comarca Tierra de Barros.